# Zemský okres Sála-Holzland
Zemský okres Sála-Holzland (německy Saale-Holzland-Kreis) je zemský okres v německé spolkové zemi Durynsko. Sídlem správy zemského okresu je město Eisenberg. Má přibližně 86 tisíc obyvatel. 

## Města a obce
Města:
1. Bürgel
2. Dornburg-Camburg
3. Eisenberg
4. Hermsdorf
5. Kahla
6. Orlamünde
7. Schkölen
8. Stadtroda

Obce:
1. Albersdorf
2. Altenberga
3. Bad Klosterlausnitz
4. Bibra
5. Bobeck
6. Bremsnitz
7. Bucha
8. Crossen an der Elster
9. Eichenberg
10. Eineborn
11. Frauenprießnitz
12. Freienorla
13. Geisenhain
14. Gneus
15. Golmsdorf
16. Gösen
17. Graitschen bei Bürgel
18. Großbockedra
19. Großeutersdorf
20. Großlöbichau
21. Großpürschütz
22. Gumperda
23. Hainichen
24. Hainspitz
25. Hartmannsdorf
26. Heideland
27. Hummelshain
28. Jenalöbnitz
29. Karlsdorf
30. Kleinbockedra
31. Kleinebersdorf
32. Kleineutersdorf
33. Laasdorf
34. Lehesten
35. Lindig
36. Lippersdorf-Erdmannsdorf
37. Löberschütz
38. Mertendorf
39. Meusebach
40. Milda
41. Möckern
42. Mörsdorf
43. Nausnitz
44. Neuengönna
45. Oberbodnitz
46. Ottendorf
47. Petersberg
48. Poxdorf
49. Rattelsdorf
50. Rauda
51. Rauschwitz
52. Rausdorf
53. Reichenbach
54. Reinstädt
55. Renthendorf
56. Rothenstein
57. Ruttersdorf-Lotschen
58. Scheiditz
59. Schleifreisen
60. Schlöben
61. Schöngleina
62. Schöps
63. Seitenroda
64. Serba
65. Silbitz
66. St. Gangloff
67. Sulza
68. Tautenburg
69. Tautendorf
70. Tautenhain
71. Thierschneck
72. Tissa
73. Tröbnitz
74. Trockenborn-Wolfersdorf
75. Unterbodnitz
76. Waldeck
77. Walpernhain
78. Waltersdorf
79. Weißbach
80. Weißenborn
81. Wichmar
82. Zimmern
83. Zöllnitz